# Ҽ
Ҽ, ҽは、アブハズ語で用いられるキリル文字である。

## 由来
1892年にドミトリー・グリヤらがアブハズ語を記述する際に作成されたアルファベットで、現代でも用いられている。 

## 呼称
- アブハズ語 : Ҽы
- Unicode : CYRILLIC CAPITAL/SMALL LETTER ABKHASIAN CHA (アブハズ語のチェ)

## 音素
無声そり舌破擦音/t͡ʂʰ/を表す。アブハズ語ではЧは無声後部歯茎破擦音/t͡ʃʰ/を表し、Ҽとは異なる音として扱われる。

## アルファベット上の位置
- アブハズ語アルファベットにおける第54字母。ҶとҾの間。
- 1892年ドミトリー・グリヤ著「アブハズ語」では第45字母で、ꚒとҼ̆の間に位置していた。

## 符号位置
| 大文字 | Unicode | JIS X 0213 | 文字参照        | 小文字 | Unicode | JIS X 0213 | 文字参照        | 備考 |
| ------ | ------- | ---------- | --------------- | ------ | ------- | ---------- | --------------- | ---- |
| Ҽ      | U+04BC  | ‐          | &#x4BC; &#1212; | ҽ      | U+04BD  | ‐          | &#x4BD; &#1213; |      |